# Carlistenoorlogen

Carlisten voeren het Bourgondisch kruis als symbool voor hun beweging.

De Carlistenoorlogen zijn drie burgeroorlogen in Spanje in de 19e eeuw. Daarnaast was er ook een Carlistische opstand. Tijdens deze gebeurtenissen stond een kamp van Carlisten (of traditionalisten), die streefden naar de troonsopvolging door Carlos V van Bourbon en zijn nageslacht, tegenover een kamp liberalen, die streefden naar opvolging door Isabella II.
Het gaat om de
- Eerste Carlistenoorlog, 1833-1840
- Tweede Carlistenoorlog, 1846-1849
- Carlistenopstand, 1860
- Derde Carlistenoorlog, 1872-1876